# 대서양혹등돌고래
대서양혹등돌고래(학명: Sousa teuszii)는 참돌고래과 혹등돌고래속에 속하는 고래의 일종이다. 다른 혹등돌고래 중국흰돌고래(Sousa chinensis)와 인도혹등돌고래(Sousa plumbea)가 태평양과 인도양에 각각 서식하지만, 이 종은 대서양 동쪽에 서식한다.
대서양혹등돌고래(Sousa teuszii)의 체색은 서식 지역에 따라 다르지만, 통상적으로 등쪽은 회색이며, 목과 배쪽은 밝은 획색이다. 등 가운데 혹같은 돌기가 있고 그 윗쪽으로 등지느러미가 있다. 성장을 마쳤을 때, 몸길이는 2m에서 2.5m, 몸무게는 150kg에서 200kg정도이다. 태어난 직후 몸길이는 1m정도이다. 서식 지역은 아프리카 대륙 서쪽의 아열대에서 열대에 걸친 천해(淺海)이다. 일부 아프리카혹등돌고래는 니제르강 등의 하천에 서식하는 것 알려져 있지만, 담수 지역에 분리되어 서식하는 지 여부는 불분명하다. 통상, 5마리에서 7마리 정도의 무리를 이루어 활동하지만 25마리 정도의 큰 무리를 이룰 수도 있다. IUCN 적색 목록에는 다른 혹등돌고래류와 함께 "정보 부족종"(DD, Data Deficient)으로 분류하고 있다.

## 같이 보기
- 고래류의 종 목록